# Consejo Nacional Kurdo

Bandera oficial del Kurdistán.

El Consejo Nacional Kurdo (ENKS por sus siglas en kurdo; KNC por sus siglas en inglés) es una organización política con sede en el Kurdistán Sirio y que está involucrada en la Guerra Civil Siria. 
El Consejo Nacional Kurdo fue fundada en Erbil, Irak, el 26 de octubre de 2011, bajo el patrocinio del presidente Massoud Barzani, tras la creación del Consejo Nacional Sirio. 
En diciembre de 2012 pasó a formar parte de la Coalición Nacional para las Fuerzas de la Oposición y la Revolución Siria (CNFORS), que agrupaba a varios partidos de la oposición.

## Composición
La organización estaba compuesta inicialmente por 11 partidos kurdos sirios, sin embargo en mayo de 2012 esta cifra había aumentado a 15. La diferencia clave entre el KNC y el SNC ha terminado siendo su aproximación al tema de la descentralización, con el KNC presionando para conseguir la autonomía kurda en la región, mientras que el SNC ha rechazado la descentralización administrativa.

## Conflicto con otros grupos políticos kurdos
El KNC también ha entrado en conflicto con otro grupo kurdo, el Partido de la Unión Democrática, o PYD; ya que acusan al PYD de actuar como un guardián del régimen de Bashar Al-Assad en la región del Kurdistán sirio.

## Solución y Rencillas
Sin embargo, tras una reunión de los grupos de oposición kurdos en Erbil, Irak, el PYD se unió con el Consejo Nacional Kurdo (KNC) para formar el Comité Supremo Kurdo, junto con una fuerza popular de defensa para defender la región del Kurdistán sirio. 
En virtud del acuerdo, las ciudades que se encuentran bajo el control de las fuerzas kurdo-sirias serán gobernadas conjuntamente por el PYD y el KNC hasta que una elección se lleve a cabo.

## Enlaces
Kurdish_National_Council
Conflicto Siria: kurdos locales se han unido a luchar
1. ↑  El Consejo Nacional Kurdo decide unirse a la CNFORS en Siria

- Datos: Q1282507